# 和记洋行仓库遗址
和记洋行仓库遗址位于中国福建省厦门市鼓浪屿，是全国重点文物保护单位鼓浪屿近代建筑群的子项目之一。
和记洋行由英国商人创办，参与掠卖“猪仔”华工，本质上是奴隸貿易。1845年，洋行在三明路与福州路路口一带修建六间栈房，用于堆放货物与关押华工。华工在此等待交易运往国外。20世纪90年代初尚存一间栈房，红砖墙，花岗岩条窗，后被彻底拆除，今遗址仅存花岗岩条石残墙，平面呈长方形。